# Rafael Soto
Rafael Soto (n. 14 octombrie 1957, Jerez de la Frontera, Andaluzia, Spania) este un sportiv ce a reprezentat Spania, medaliat olimpic. A participat la 3 ediții ale Jocurilor Olimpice (1996, 2000, 2004) în care a câștigat o medalie de argint.